# Демьяновская (Красноборский район)
Демьяновская — деревня в Красноборском районе Архангельской области. Входит в состав Черевковского сельского поселения.

## География
Находится в юго-восточной части Архангельской области на расстоянии приблизительно 57 км на северо-запад по прямой от административного центра района села Красноборск на левобережье реки Северная Двина.

## История
В 1859 году здесь (деревня Сольвычегодского уезда Вологодской губернии) было учтено 9 дворов.

## Население
Численность населения: 42 человека (1859 год), 86 (русские 100 %) в 2002 году, 75 в 2010.